# 图埃河畔沙蒂永
圖埃河畔沙蒂永（法語：Châtillon-sur-Thouet，法語發音：[ʃatijɔ̃ syʁ twɛ]）是法国德塞夫勒省的一个市镇，属于帕尔特奈区。

## 地理
图埃河畔沙蒂永（46°39'40"N, 0°14'3"W）面积16.45 平方千米，位于法国新阿基坦大区德塞夫勒省，该省份为法国西部内陆省份，北起曼恩-卢瓦尔省，西接旺代省，南至夏朗德省和滨海夏朗德省，东临维埃纳省。
与图埃河畔沙蒂永接壤的市镇（或旧市镇、城区）包括：阿马尤、帕爾特奈、拉佩拉特、圣欧班勒克卢、勒塔吕、维耶奈。
图埃河畔沙蒂永的时区为UTC+01:00、UTC+02:00（夏令时）。

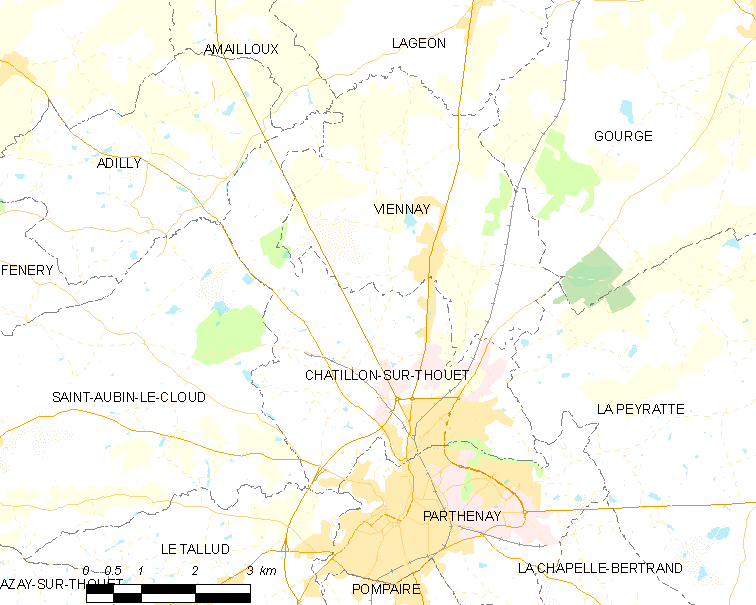
图埃河畔沙蒂永的OSM定位图

## 行政
图埃河畔沙蒂永的邮政编码为79200，INSEE市镇编码为79080。

## 政治
图埃河畔沙蒂永所属的省级选区为帕尔特奈县。

## 人口

1962-2008年间图埃河畔沙蒂永人口变化图示

图埃河畔沙蒂永于2022年1月1日时的人口数量为2675人。